# Millenarius graminosus
Millenarius graminosus là một loài ruồi trong họ Asilidae. Millenarius graminosus được Londt miêu tả năm 2005. Loài này phân bố ở vùng nhiệt đới châu Phi.